# 앨리스 에번스
앨리스 에번스(Alice Evans, 1971년 8월 2일 ~ )는 잉글랜드의 배우이다.

## 출연 작품

### 영화
- 내가 널 사랑할 수 없는 10가지 이유 (1999)
- 모두를 위한 하나 (1999, Une pour toutes)
- Monsieur Naphtali (1999)
- 102 달마시안 (2000)
- 내 아내 이름은 모리스 (2002, Ma femme s'appelle Maurice)
- Blackball (2003)
- 매혹 (2004, Fascination)
- Hollywood Dreams (2006)
- The Christmas Card (2006)
- Reunion (2009)
- Liars All (2013)

### 텔레비전
- CSI: 마이애미 (2003)
- 로스트 (2009)
- 멘탈리스트 (2010)
- 뱀파이어 다이어리 (2011-12)
- 그림 형제 (2012)
- 오리지널스 (2014-15)